# Casta Diva
Casta Diva es un aria de la ópera Norma, de Vincenzo Bellini, en la que su protagonista Norma dirige una plegaria a la Luna.

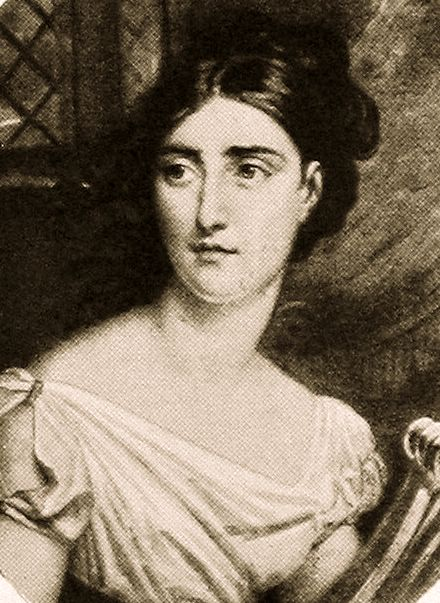
Giuditta Pasta.

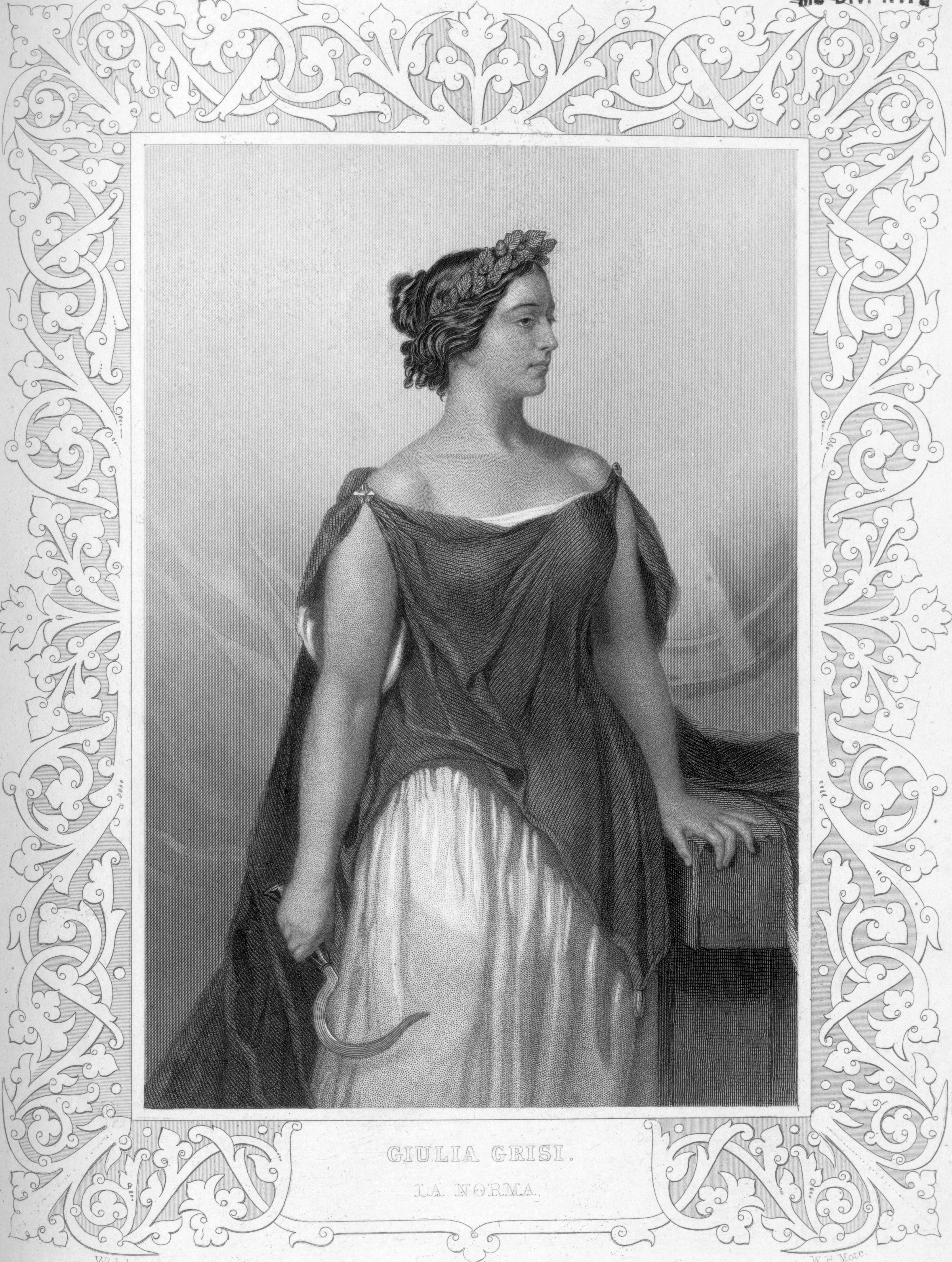
Giulia Grisi.

El personaje de Norma es una de las cumbres del bel canto romántico y uno de los papeles más difíciles de todo el repertorio lírico.
El aria de la invocación a la Luna Casta Diva se sucede inmediatamente después de la entrada de la sacerdotisa druida Norma en el primer acto, cuando corta una rama de muérdago como ofrenda. Musicalmente se divide en dos partes: aria y cabaletta.
La ópera fue interpretada por las máximas sopranos de la historia, como Montserrat Caballé, Giuditta Pasta, Giulia Grisi, Lilli Lehmann, Rosa Raisa, Claudia Muzio, Rosa Ponselle, Gina Cigna, entre otras, pero fue Maria Callas quien le dio mayor trascendencia después de la Segunda Guerra Mundial. 
Callas impulsó la revitalización del belcanto romántico y Casta Diva fue su aria emblemática. Sucedieron a Maria Callas Joan Sutherland y Montserrat Caballé, además de Anna Netrebko, Renata Scotto, Renata Tebaldi, Leyla Gencer, Elena Suliotis, Grace Bumbry, Shirley Verrett, Anna Tomowa Sintow, Gwyneth Jones, Beverly Sills, June Anderson y Edita Gruberová, entre las más famosas. Actualmente cantan el aria Anna Netrebko, Mariella Devia, Hasmik Papian, Renée Fleming, Angela Gheorghiu, la mezzosoprano Cecilia Bartoli y otras.
Existe una versión de la célebre contralto estadounidense Marian Anderson y adaptaciones de cantantes populares como Nana Mouskouri. Asimismo, en la novela del escritor ruso Goncharov titulada Oblómov, la impresión reiterada que en el protagonista hace su entonación en boca de una joven doncella produce en él el verdadero cambio de su vida, enamorándose profundamente de ella, siendo este un tema recurrente en toda la obra.

## Letra
| aria Casta Diva, che inargenti queste sacre antiche piante, a noi volgi il bel sembiante senza nube e senza vel... Tempra, o Diva, tempra tu de’ cori ardenti tempra ancora lo zelo audace, spargi in terra quella pace che regnar tu fai nel ciel... Fine al rito: e il sacro bosco Sia disgombro dai profani. Quando il Nume irato e fosco, Chiegga il sangue dei Romani, Dal Druidico delubro La mia voce tuonerà. Cadrà; punirlo io posso. (Ma, punirlo, il cor non sa. Ah! bello a me ritorna Del fido amor primiero; E contro il mondo intiero... Difesa a te sarò. cabaletta Ah! bello a me ritorna Del raggio tuo sereno; E vita nel tuo seno, E patria e cielo avrò. Ah, riedi ancora qual eri allora, Quando il cor ti diedi allora, Ah, riedi a me.) | aria (traducción manteniendo el estilo poético original) ¡Casta Diva, que plateas estas sacras antiguas plantas, a nosotros vuelve el bello semblante sin nube y sin velo! Templa, oh, Diva templa estos corazones ardientes, templa de nuevo el celo audaz, Esparce en la tierra esa paz que reinar haces en el cielo. Fin al rito, y el sacro bosque sea limpiado de los profanos. Cuando el numen airado y hosco exija la sangre de los romanos desde el druídico santuario mi voz tronará. Caerá, castigarlo puedo (Mas castigarlo el corazón no sabe. ¡Ah! bello a mí retorna del fidedigno amor primero, y contra el mundo entero defensa para ti seré. cabaletta ¡Ah! bello a mí retorna del rayo tuyo sereno y vida en tu seno y patria y cielo habré ¡Ah! regresa de nuevo cual eras entonces, cuando el corazón te di. ah, regresa a mí.) |

## Utilización en el cine
Esta aria aparece en películas como:
- A Lady's Morals (1930) de Sidney Franklin
- Sobre las olas (1950) de Ismael Rodríguez
- Fatto di sangue fra due uomini per causa di una vedova — si sospettano moventi politici (1979) de Lina Wertmüller.
- Atlantic City (1980) de Louis Malle.
- Oblómov (1980) de Nikita Mijalkov.
- Compañeros inseparables (1990) de Norman René.
- Kirakira hikaru (1992) de Joji Matsuoka.
- El balneario de Battle Creek (1994) de Alan Parker.
- Los puentes de Madison (1995) de Clint Eastwood.
- Tiré à part (1996) de Bernard Rapp.
- Belle Maman (1998) de Gabriel Aghion.
- El sueño de una noche de verano (1999) de Michael Hoffman.
- 2046 (2004) de Wong Kar-wai.
- Cashback (2006) de Sean Ellis.
- La señal (2007) de Ricardo Darín.
- Las posibles vidas de Mr. Nobody (2009) de Jaco Van Dormael.
- Margaret (2011) de Kenneth Lonergan.
- The Iron Lady (2012) de Pyllida Lloyd.
- Azul y no tan rosa (2012) de Miguel Ferrari.
- Yves Saint Laurent (2014) de Jalil Lespert.
- Los 33 (2014) de Patricia Riggen.
- Avengers: Age of Ultron (2015) de Joss Whedon.